# Beta Dumančić
Beta Dumančić (* 26. März 1991 in Osijek) ist eine kroatische Volleyball-Nationalspielerin. Die Mittelblockerin spielt seit 2017 beim SSC Palmberg Schwerin, mit dem sie den DVV-Pokal und die deutsche Meisterschaft gewann.

## Karriere
Dumančić begann im Alter von 14 Jahren mit dem Volleyball. Bis 2012 spielte sie in ihrer Heimatstadt bei ŽOK Pivovara Osijek. Dann ging sie zum Studium an die Clemson University und spielte in der Universitätsmannschaft Clemson Tigers. 2015 wechselte die Mittelblockerin zum tschechischen Verein SK UP Olmütz. Mit der kroatischen Nationalmannschaft nahm sie am Grand Prix 2016 teil. In der Saison 2016/17 spielte sie in der polnischen Liga bei PTPS Piła.
Anschließend wurde sie vom deutschen Meister SSC Palmberg Schwerin verpflichtet. In ihrer ersten Saison mit den Schwerinerinnen gewann sie den VBL-Supercup und die deutsche Meisterschaft. Nachdem sie zuerst keinen neuen Vertrag für die Saison 2018/19 erhalten hatte, kehrte Dumančić auf Grund einer schweren Verletzung von Marie Schölzel doch für ein weiteres Jahr zum deutschen Meister zurück. Mit dem Verein gewann sie zu Saisonbeginn den VBL-Supercup. Anschließend gewann Schwerin das DVV-Pokalfinale gegen Stuttgart, während das Playoff-Finale gegen denselben Gegner verloren ging. Im DVV-Pokal 2019/20 kam Dumančić mit dem Verein ins Halbfinale. Als die Bundesliga-Saison kurz vor den Playoffs abgebrochen wurde, stand Schwerin auf dem ersten Tabellenplatz. Anschließend ging Dumančić nach Italien zu Zanetti Bergamo.
Im Oktober 2021 kam sie als Ersatz für Corissa Crocker, die ihre Karriere verletzungsbedingt beenden musste, zu den Roten Raben Vilsbiburg.